# Wolfgang Ruck
Wolfgang K. L. Ruck ist ein deutscher Chemiker und Professor für Umweltchemie an der Universität Lüneburg.

## Leben
Ruck studierte nach dem Abitur am Gottlieb-Daimler-Gymnasium in Stuttgart-Bad Cannstatt Chemie mit dem Vertiefungsstudium in Wasserchemie an der Universität Stuttgart und schloss 1974 ab. Anschließend war er bis 1993 Wissenschaftlicher Mitarbeiter am Institut für Siedlungswasserbau, Wassergüte- und Abfallwirtschaft der Universität Stuttgart und promovierte dort. 1993 wurde er als Professor für Chemie und Umweltanalytik an der FH Weihenstephan berufen und 1997 nach Lüneburg. Von 2000 bis 2010 war er Dekan des Fachbereichs Umweltwissenschaften, 2010 bis 2012 der „Fakultät Nachhaltigkeit“ der Universität Lüneburg, Von 2004 bis 2010 war er Studiengangsleiter für Umweltwissenschaften.
Wolfgang Ruck ist verheiratet und hat Kinder.

## Forschung und Lehre
Wolfgang Ruck arbeitet an verschiedenen Forschungsprojekten mit Umweltchemischen Themen mit:
- Probenahme in Wässern, Böden, Altlasten und Abfällen
- Analytik von Schwermetallen
- Analytik von organischen Stoffen wie toxikologisch relevanter PAK-Metabolite und -Begleitstoffe, Hetero-PAK und substituierter
- PAK, Analytik von Pestiziden, Organochlorverbindungen
- analytisches Umweltmonitoring
- Adsorption von organischen Verbindungen an Aktivkohle
- Untersuchungen zum Themenbereich Energie und Umwelt, insbesondere auf dem Gebiet der Wärmespeicherung.

Ruck hat Arbeitserfahrung in der Abwasserreinigung (Klärwerke Stuttgart) und bringt dies in die Lehre ein. Er lehrt in den Umweltwissenschaftlichen Studiengängen (B.Sc. und M.A.) der Universität Lüneburg.

## Politik
Von 1983 bis 1993 war Ruck für die SPD Mitglied des Gemeinderats der Stadt Ditzingen und bis 1992 Vorsitzender des SPD-Ortsvereins.

## Publikationen
(Auswahl)
- O. Opel, J. A. Novio Liñares, T. Eggerichs, W. Ruck: Zusammenhänge zwischen gemessenen und aus Fe2+-Konzentrationen errechneten Redoxpotentialen in den Fluiden der thermischen Aquiferenergiespeicher im Energiesystem der Parlamentsbauten am Spreebogen in Berlin, in: Vom Wasser, Bd. 106 (4), 2008, S. 14–21.
- W. Ruck: Grundlagen der Umweltchemie, in: Studium der Umweltwissenschaften – Naturwissenschaften. (Hrsg. von W. Härdtle). Springer, Berlin 2002, S. 79–111